# Cleora rothkirchi
Cleora rothkirchi är en fjärilsart som beskrevs av Embrik Strand 1914. Cleora rothkirchi ingår i släktet Cleora och familjen mätare. Inga underarter finns listade i Catalogue of Life.